# 각켄 홀딩스
각켄 홀딩스 컴퍼니 유한회사(영어: Gakken Holdings Company, Limited, 일본어: 株式会社学研ホールディングス)는 일본의 출판 회사이다.

## 주요 잡지
- Megami Magazine (メガミマガジン, Magajin Megami)
- Megami Creators (メガミマガジン · クリエイター ズ)
- Animedia (アニメ ディア)
- Animedia DVD Magazine (アニメ ディア DVD)
- Kuchikomi (クチコミ & 投稿 マガジン)
- Voice (声優 アニメ ディア)
- Purely Gakken (Adult Manga)